# Atractocerus blairi
Atractocerus blairi is een keversoort uit de familie Lymexylidae. De wetenschappelijke naam van de soort is voor het eerst geldig gepubliceerd in 1936 door Gardner.